# Crepis conyzifolia
La  radichiella maggiore (nome scientifico  Crepis conyzifolia   (Gouan) A.Kern., 1872) è una pianta angiosperma dicotiledone della famiglia delle Asteraceae.

## Etimologia
L'etimologia del nome generico (Crepis) non è molto chiara. In latino Crèpìs significa pantofola, sandalo e i frutti, di alcune specie di questo genere, sono strozzati nella parte mediana ricordando così (molto vagamente) questo tipo di calzare. Inoltre lo stesso vocabolo nell'antica Grecia indicava il legno di Sandalo.. L'epiteto specifico (conyzifolia ) significa "simile alle foglie di conyza" (in riferimento al genere botanico Conyza).
Il nome scientifico della specie è stato definito per la prima volta dai botanici Antoine Gouan  (1733-1821) e Anton Kerner von Marilaun (1831–1898) nella pubblicazione " Oesterreichische Botanische Zeitschrift. Gemeinnütziges Organ für Botanik" (Oesterr. Bot. Z. 22: 255) del 1872.

## Descrizione

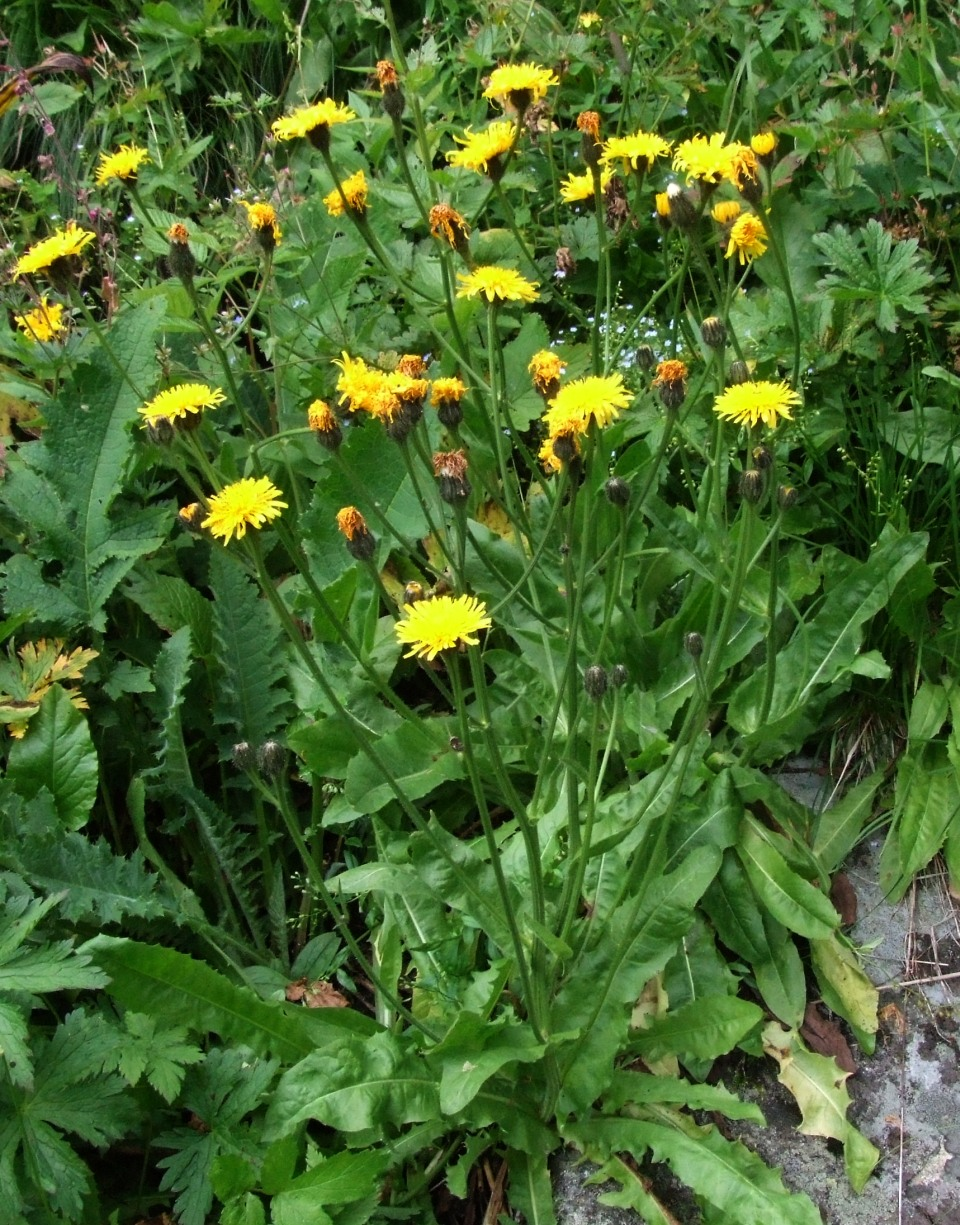
Il portamento

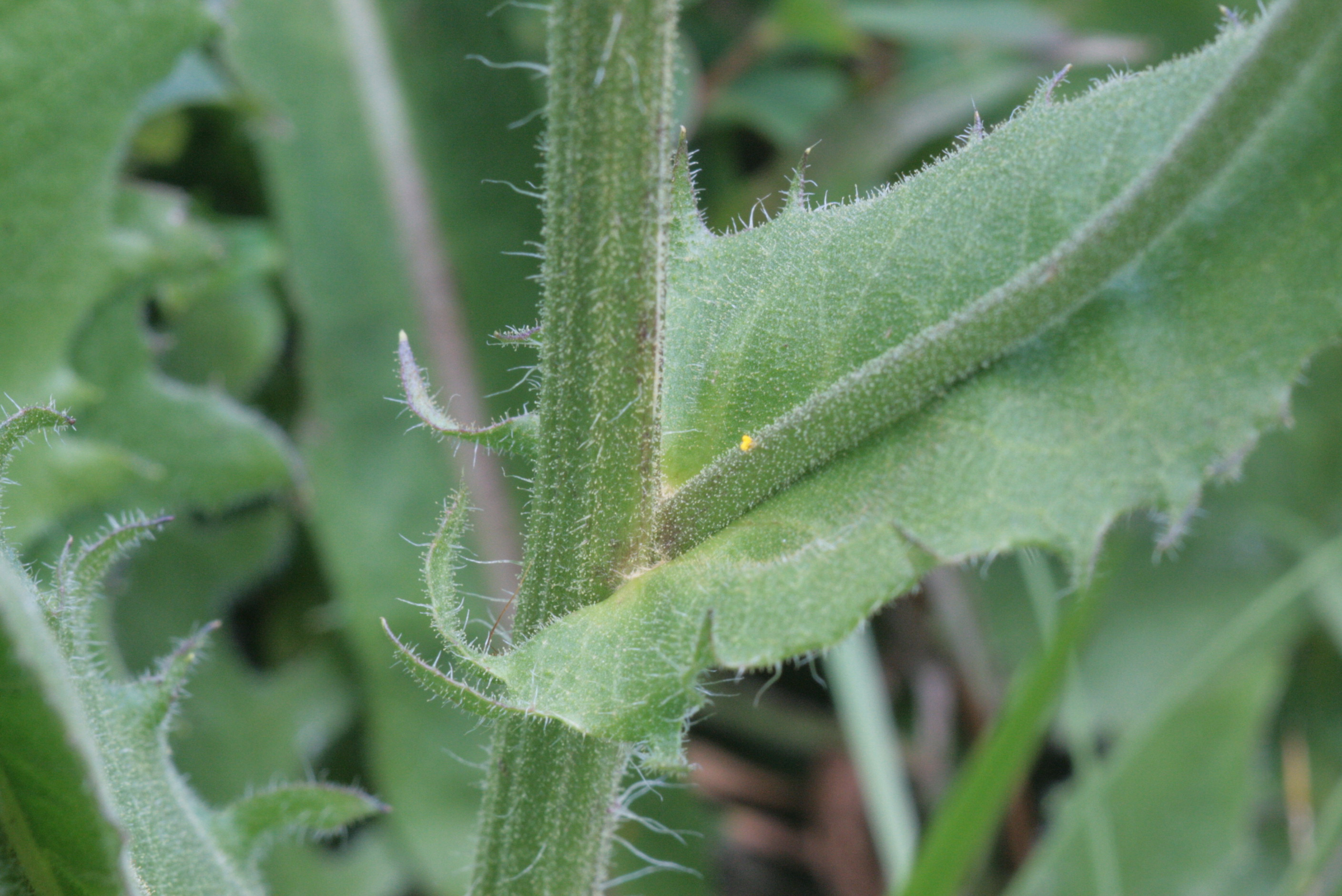
Le foglie

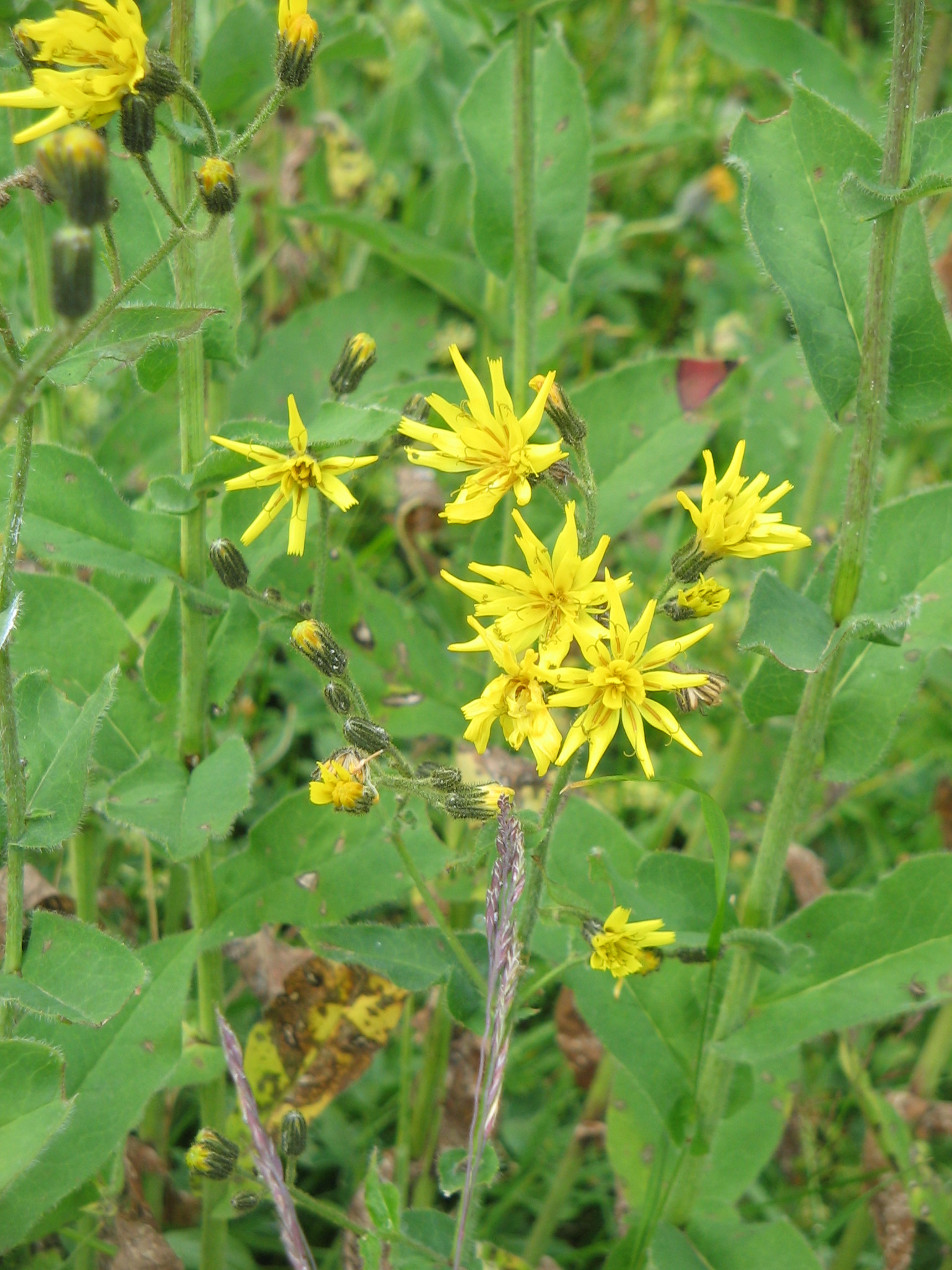
Infiorescenza

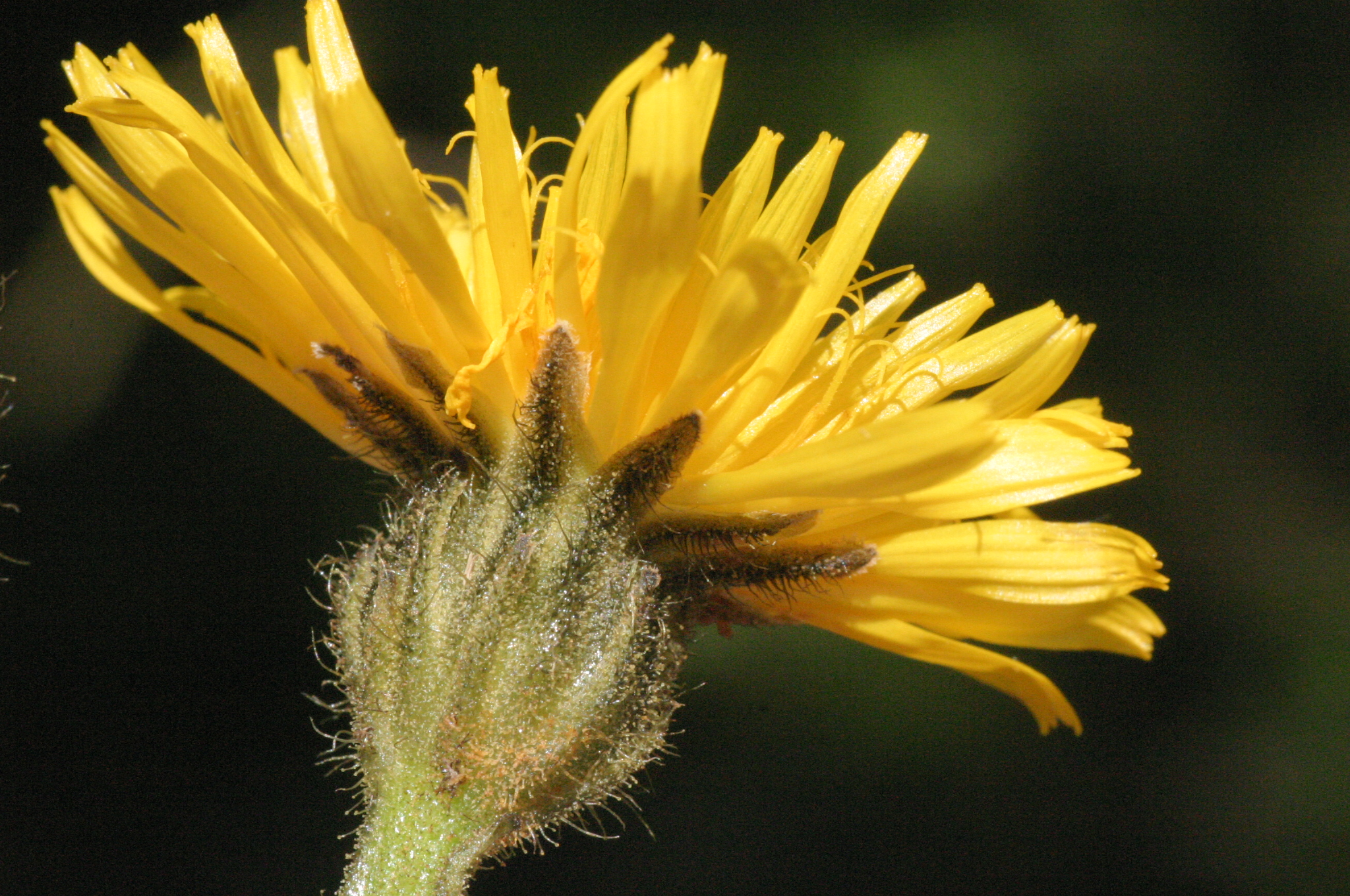
I fiori

Habitus. La pianta di questa specie è una erbacea perenne. La forma biologica è emicriptofita scaposa (H scap), ossia sono piante erbacee, a ciclo biologico perenne, con gemme svernanti al livello del suolo e protette dalla lettiera o dalla neve e sono dotate di un asse fiorale eretto e spesso privo di foglie. Gli steli contengono abbondante latice amaro.
Fusto. I fusti di queste piante sono generalmente eretti semplici (poco frondosi); in alto formano delle strutture corimbose. La superficie può essere glabra, ruvida, striata e pelosa. A volte sono presenti delle setole ghiandolose nere. Gli scapi fiorali sono cavi e afilli; possono originare direttamente dal rizoma. Le radici sono verticali e lignificate, spesso sono piuttosto grosse e profonde. L'altezza media delle piante varia da 12 a 50 cm (massimo 70 cm). Larghezza dei fusti: 1 – 2 cm.
Foglie. Le foglie si dividono in basali e cauline.
- Foglie basali: le foglie radicali sono sempre presenti e formano una rosetta basale; generalmente sono picciolate (il picciolo può essere alato) ed hanno la lamina intera (strettamente spatolata) oppure lirato-pennatifida. I bordi sono dentellati o seghettati (nella porzione basale i denti sono acuti; verso l'apice i denti sono ottusi e pelosi). Dimensione delle foglie: larghezza 3 – 4 cm; lunghezza 15 – 20 cm (massimo 30 cm).
- Foglie cauline: le foglie cauline (poche da 3 a 5) sono progressivamente più piccole con lamina intera (lineare-sagittata oppure da strettamente ovata a strettamente obovata). Possono essere presenti delle semplici squame. Le foglie lungo il caule sono disposte in modo alterno e sono amplessicauli (a volte sono auricolate).

Infiorescenza. L'infiorescenza è formata da 2 - 6 grandi capolini eretti in formazioni corimbiformi. Ogni capolino è formato da un peduncolo che sorregge un involucro da emisferico a campanulato, ghiandoloso e setoloso per setole nerastre (talvolta tomentoso), formato da 2 serie di brattee o squame disposte in modo embricato e scalato, che fanno da protezione al ricettacolo sul quale s'inseriscono i fiori ligulati. Le brattee (con forme lineari o strettamente ovate, subacute, acute o ottuse) sono disuguali fra le due serie: quelle interne sono lunghe il doppio di quelle esterne; i margini sono continui oppure no; la superficie può essere glabra, tomentosa o setosa. Il ricettacolo è brevemente ciliato e foveolato o alveolato. Diametro dei capolini: 2 – 4 cm. Dimensioni dell'involucro: lunghezza 10 –16 mm; diametro 10 – 18 mm (alla fioritura raggiunge i 20 mm).
Fiori. I fiori tutti ligulati, sono tetra-ciclici (ossia sono presenti 4 verticilli: calice – corolla – androceo – gineceo) e pentameri (ogni verticillo ha in genere 5 elementi). I fiori sono ermafroditi, fertili e zigomorfi.
- Formula fiorale:

*/x K {\displaystyle \infty }, [C (5), A (5)], G 2 (infero), achenio
- Calice: i sepali del calice sono ridotti ad una coroncina di squame.
- Corolla: le corolle sono formate da una ligula terminante con 5 denti (è la parte finale dei cinque petali saldati fra di loro). Il colore dei fiori è in prevalenza giallo. La superficie può essere sia pubescente (normalmente) che glabra. Lunghezza dei fiori: 18 – 23 mm (tubo 5 – 7 mm; ligula 14 – 17 mm).
- Androceo: gli stami sono 5 con filamenti liberi e distinti, mentre le antere (lunghe 5,3 – 6 mm) sono saldate in un manicotto (o tubo) circondante lo stilo.[12] Le antere alla base sono prive di codette, ma con appendici apicali troncate e ottuse, lunghe 0,8-0,9 mm. Il polline è tricolporato.[13]
- Gineceo: lo stilo è filiforme. Gli stigmi dello stilo sono due divergenti e ricurvi con la superficie stigmatica posizionata internamente (vicino alla base).[14] I rami dello stilo, gialli, sono lunghi 3,0 - 3,8 mm. L'ovario è infero uniloculare formato da 2 carpelli.
- Fioritura: da giugno a agosto.

Frutti. I frutti sono degli acheni con pappo. Il frutto consiste in un achenio chiaro o oscuro, cilindrico o fusiforme (non compresso), con varie coste (da 15 a 20), con la superficie trasversalmente tubercolata e sormontato da un ben distinto becco (può essere assente). Il pappo è soffice (ma tenace) formato da peli semplici (non ramificati) di colore generalmente bianco (o bianco sporco quasi giallastro) disposti su più serie. In uno stesso capolino i frutti sono monomorfici (tutti uguali). Lunghezza: 5 – 9 mm.

## Biologia
- Impollinazione: l'impollinazione avviene tramite insetti (impollinazione entomogama tramite farfalle diurne e notturne).
- Riproduzione: la fecondazione avviene fondamentalmente tramite l'impollinazione dei fiori (vedi sopra).
- Dispersione: i semi (gli acheni) cadendo a terra sono successivamente dispersi soprattutto da insetti tipo formiche (disseminazione mirmecoria). In questo tipo di piante avviene anche un altro tipo di dispersione: zoocoria. Infatti gli uncini delle brattee dell'involucro si agganciano ai peli degli animali di passaggio disperdendo così anche su lunghe distanze i semi della pianta.

## Distribuzione e habitat

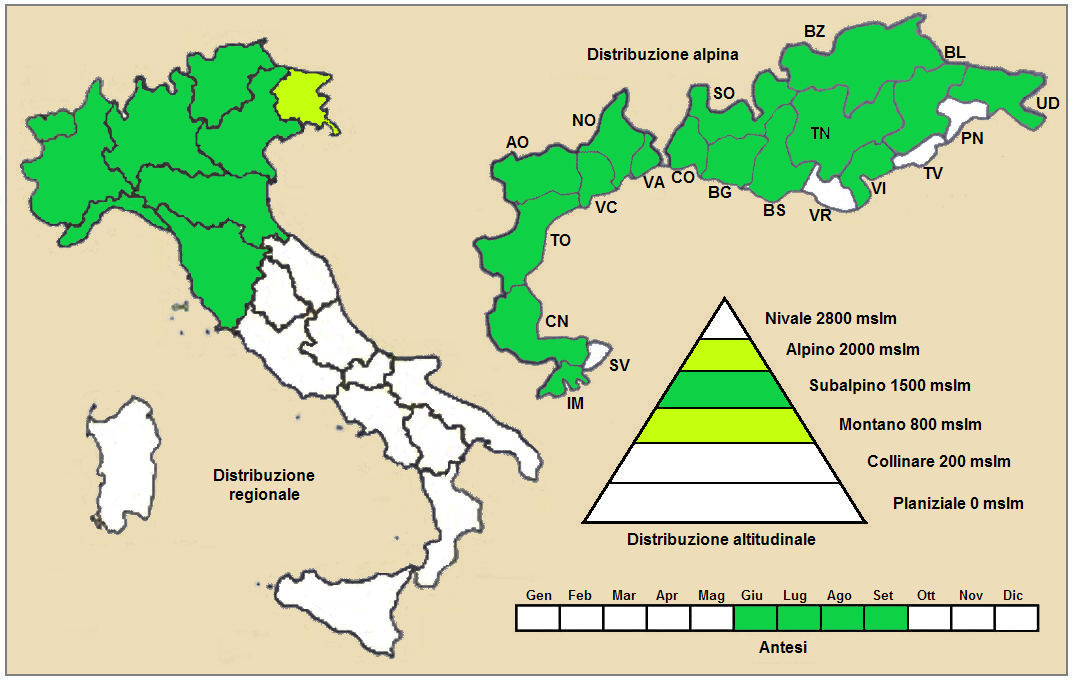
Distribuzione della pianta (Distribuzione regionale – Distribuzione alpina)

- Geoelemento: il tipo corologico (area di origine) è Orofita - Sud Europeo; ma anche Eurasiatico.
- Distribuzione: in Italia questa specie si trova comunemente nelle Alpi (sugli Appennini è molto rara). Fuori dall'Italia, sempre nelle Alpi, questa specie si trova in Francia, Svizzera, Austria e Slovenia. Sugli altri rilievi collegati alle Alpi è presente nel Massiccio Centrale, Pirenei, Alpi Dinariche, Monti Balcani e Carpazi.[16] Nel resto dell'Europa e dell'areale del Mediterraneo si trova in Europa mediterranea e centrale/orientale, in Anatolia e Transcaucasia.[2]
- Habitat: l'habitat preferito per queste piante sono i pascoli, i cespuglieti subalpini e i consorzi di alte erbe nitrofile. Il substrato preferito è siliceo con pH acido, medi valori nutrizionali del terreno che deve essere mediamente umido.[16]
- Distribuzione altitudinale: sui rilievi, in Italia, queste piante si possono trovare a quote variabili tra 1.000 - 1.950 m s.l.m. (raramente tra 400 - 2.700 m s.l.m.); nelle Alpi frequentano quindi i seguenti piani vegetazionali: subalpino, e in parte quello collinare e montano.

### Fitosociologia

#### Areale alpino
Dal punto di vista fitosociologico alpino Crepis conyzifolia appartiene alla seguente comunità vegetale:
Formazione: delle comunità delle praterie rase dei piani subalpino e alpino con dominanza di emicriptofite
Classe: Juncetea trifidi
Ordine: Festucetalia spadiceae
Alleanza: Festucion variae

#### Areale italiano
Per l'areale completo italiano Crepis conyzifolia appartiene alla seguente comunità vegetale:
Macrotipologia: vegetazione delle praterie.
Classe: Molinio-arrhenatheretea Tüxen, 1937
Ordine: Arrhenatheretalia elatioris Tüxen, 1931
Alleanza: Triseto flavescentis-Polygonion bistortae Br.-Bl. & Tüxen ex Marschall, 1947
Descrizione: l'alleanza Triseto flavescentis-Polygonion bistortae è relativa ai prati regolarmente falciati una volta l’anno e spesso successivamente pascolati. Queste praterie in genere sono dominate da specie di taglia medio-grande e caratterizzate da un elevato numero di specie. Distribuzione: le Alpi sono il centro di diffusione di questa alleanza (Italia centro-settentrionale); questa comunità inoltre si sviluppa in vari settori montani dell’Europa temperata.

## Tassonomia
La famiglia di appartenenza di questa voce (Asteraceae o Compositae, nomen conservandum) probabilmente originaria del Sud America, è la più numerosa del mondo vegetale, comprende oltre 23.000 specie distribuite su 1.535 generi, oppure 22.750 specie e 1.530 generi secondo altre fonti (una delle checklist più aggiornata elenca fino a 1.679 generi). La famiglia attualmente (2021) è divisa in 16 sottofamiglie.

### Filogenesi
Il genere di questa voce appartiene alla sottotribù Crepidinae della tribù Cichorieae (unica tribù della sottofamiglia Cichorioideae). In base ai dati filogenetici la sottofamiglia Cichorioideae è il terz'ultimo gruppo che si è separato dal nucleo delle Asteraceae (gli ultimi due sono Corymbioideae e Asteroideae). La sottotribù Crepidinae fa parte del "quarto" clade della tribù; in questo clade è in posizione "centrale" vicina alle sottotribù Chondrillinae e Hypochaeridinae.
La sottotribù è divisa in due gruppi principali uno a predominanza asiatica e l'altro di origine mediterranea/euroasiatica. Da un punto di vista filogenetico, all'interno della sottotribù, sono stati individuati 5 subcladi. Il genere di questa voce appartiene al subclade denominato "Crepis-Lapsana-Rhagadiolus clade", composto dai generi Crepis L., 1753, Lapsana L., 1753 e Rhagadiolus Juss., 1789. Dalle analisi Crepis risulta parafiletico (per cui la sua circoscrizione è provvisoria).
Nella "Flora d'Italia" le specie italiane di Crepis sono suddivise in 4 gruppi e 12 sezioni in base alla morfologia degli acheni, dell'involucro e altri caratteri (questa suddivisione fatta per scopi pratici non ha valore tassonomico). La specie di questa voce appartiene al Gruppo 2 (gli acheni sono uniformi con un becco più o meno visibile o con un apice bruscamente ristretto) e alla Sezione H (gli involucri dei capolini sono lunghi 10 - 20 mm; gli acheni hanno 14 - 20 coste).
I caratteri distintivi per la specie di questa voce sono:
- le squame dell'involucro sono provviste di peli irsuti;
- i fiori ligulati sono lunghi 18 – 21 mm;
- le foglie cauline sono amplessicauli;
- gli acheni sono uniformi con un becco più o meno visibile o con un apice bruscamente ristretto;
- gli involucri dei capolini sono lunghi 10 - 20 mm e sono ghiandolosi;
- gli acheni hanno 15 - 20 coste.

Il numero cromosomico della specie è: 2n = 8 e 10.

### Sottospecie
Questa specie è variabile nei seguenti caratteri:
- la dentatura delle foglie;
- la pelosità può essere data da setole verde-giallastre oppure scure;
- l'abbondanza di peluria ghiandolare.

Per questa specie sono indicate le seguenti sottospecie:
- Crepis conyzifolia subsp. conyzifolia: è la stirpe principale.
- Crepis conyzifolia subsp. djimilensis (K.Koch) Lamond, 1975 - Distribuzione: Anatolia e Transcaucasia.

### Specie simili
Allo stesso gruppo e sezione appartengono le seguenti specie:
- Crepis lacera Ten. - Radichiella laziale: l'infiorescenza è del tipo racemoso; le squame dell'involucro sono appena pelose e quelle esterne sono lunghe meno della metà di quelle interne; i fiori ligulati sono lunghi 12 – 18 mm e sono gialli; gli acheni, bruno-rossastri, sono lunghi 4 – 9 mm.
- Crepis conyzifolia (Gouan) D.Torre - Radichiella maggiore: le squame dell'involucro sono provviste di peli irsuti; i fiori ligulati sono lunghi 18 – 21 mm; le foglie cauline sono amplessicauli.
- Crepis pontana (L.) D. Torre - Radichiella subalpina: la base delle foglie cauline è cuoriforme con lobi arrotondati; i fiori ligulati periferici sono lunghi 25 mm; il frutto achenio è lungo 10–12 mm; le foglie cauline sono amplessicauli.
- Crepis albida Vill. - Radichiella iberica: le foglie cauline sono sessili (non amplessicauli); gli acheni sono lunghi 9 – 18 mm.
- Crepis chondrilloides Jacq. - Radichiella del Carso: le foglie sono pennatifide con numerosi segmenti laterali larghi 1 – 2 mm.

### Sinonimi
Sono elencati alcuni sinonimi per questa entità:
- Hieracium conyzifolium Gouan

Sottospecie conyzifolia.
- Berinia grandiflora Sch.Bip.
- Brachyderea grandiflora  Sch.Bip. ex Nyman
- Crepis amphisboena  Gand.
- Crepis balcanica  Velen.
- Crepis grandiflora  Tausch
- Crepis perrieri  Gand.
- Crepis sagittata  Wender.
- Crepis trojanensis  Urum.
- Hapalostephium grandiflorum  G.Don
- Hieracium conyzoideum  Lam.
- Hieracium glandulosum  Schult.
- Hieracium grandiflorum  All.
- Hieracium leucopappum  Steud.
- Hieracium longipetiolatum  Vuk.
- Hieracium pappoleucon  Vill.
- Lepicaune grandiflora  Lapeyr.
- Lepicaune intybacea  Lapeyr.
- Soyeria grandiflora  Monnier

Sottospecie djimilensis.
- Crepis djimilensis  K.Koch
- Crepis grandiflora  Ledeb.
- Crepis pontica  C.A.Mey.
- Lepicaune dshimilensis  K.Koch